# Kösebo göl
Kösebo göl är en sjö i Högsby kommun i Småland och ingår i Alsteråns huvudavrinningsområde. Sjön har en area på 0,0838 kvadratkilometer och ligger 167,9 meter över havet.

## Delavrinningsområde
Kösebo göl ingår i det delavrinningsområde (632615-149529) som SMHI kallar för Utloppet av Tämmen. Medelhöjden är 171 meter över havet och ytan är 9,14 kvadratkilometer. Det finns ett avrinningsområde uppströms, och räknas det in blir den ackumulerade arean 36,65 kvadratkilometer. Hindabäcken som avvattnar avrinningsområdet har biflödesordning 2, vilket innebär att vattnet flödar genom totalt 2 vattendrag innan det når havet efter 83 kilometer. Avrinningsområdet består mestadels av skog (77 procent). Avrinningsområdet har 1,18 kvadratkilometer vattenytor vilket ger det en sjöprocent på 12,9 procent.